# Benjamin Orr
Pour les articles homonymes, voir Orr.
Benjamin Orr, né le 8 septembre 1947 à Lakewood dans l'Ohio et mort le 3 octobre 2000 à Atlanta en Géorgie, est un musicien américain qui fut le 2eme leader et le bassiste et second chanteur du groupe de new wave The Cars, basé à Boston.
Il chanta certains des plus grands succès du groupe, comme Just What I Needed et Drive qu'il interpréta tous deux au concert Live Aid de Philadelphie en 1985.
Orr a été intronisé à titre posthume au Rock and Roll Hall of Fame en tant que membre des Cars en 2018.

## Biographie

### Jeunesse
Benjamin Orr, de son vrai nom Benjamin Orzechowski, naît à Lakewood dans l'État de l'Ohio, de parents d'origine russe, tchécoslovaque et allemande. Sa mère était Carpatho-Rusyn, née dans l'actuelle Kojšov, en Slovaquie, et son père est né dans l'Ukraine actuelle. Tous deux étaient de fervents catholiques de rite byzantin et la mère de Ben ne lui permettait pas de conduire sa première voiture jusqu'à ce que le clergé local l'ait bénie.
Ses parents soutenant activement ses efforts musicaux, le jeune Benjamin acquiert la maîtrise de plusieurs instruments dont la guitare, la basse, les claviers ainsi que la batterie.
Connu localement comme « Benny 11-Letters » (allusion au nombre de lettres de son nom), il grandit à Lakewood et Parma, deux villes de l'agglomération de Cleveland dans l'Ohio.

### Carrière musicale

#### The Grasshoppers (1964-1966)
En 1964, à l'âge de 17 ans, il quitte la Valley Forge High School de Parma pour devenir chanteur soliste et guitariste d'un groupe local appelé The Grasshoppers.
En 1965, les Grasshoppers publient deux singles sur le label Sunburst : Mod Socks et Pink Champagne (And Red Roses), ce dernier titre étant écrit par Benjamin Orr.
Les Grasshoppers se séparent en 1966 lorsque deux des membres du groupe sont appelés sous les drapeaux, après quoi Ben Orr rejoint un groupe appelé Mixed Emotions.
Plus tard, il est appelé à son tour sous les drapeaux mais il est démobilisé après environ un an et demi.

#### Milkwood et Cap'n Swing (1970-1975)
Vers 1970, Orr déménage à Columbus (Ohio) où il rencontre Ric Ocasek avec lequel il développe une complicité musicale qui allait durer tout au long de sa vie.
Avec le guitariste Jas Goodkind, Ocasek et Orr forment un groupe folk appelé Milkwood. En 1973, le groupe publie un album intitulé How's the Weather?, qui n'eut pas de succès.
Au milieu des années 1970, Ocasek et Orr font partie d'un groupe qui joue dans les night clubs de Boston, Cap'n Swing, incluant également Elliot Easton, le futur guitariste des Cars. Ils ne sortent pas d'album mais enregistrent tout de même quelques démos entre 1974 et 1975 et une compilation réunissant ces derniers sortira en 2018 sous le titre An Almost Famous Band!.

#### The Cars (1976-1988)
Après la dissolution du groupe Cap'n Swing en 1975, Ocasek, Orr et Easton forment le groupe The Cars avec le musicien multi-instrumentiste Greg Hawkes et le batteur David Robinson en 1976.
Bassiste du groupe, Benjamin Orr assume cependant le rôle de chanteur soliste sur de nombreux titres du groupe, et non des moindres :
- The Cars : Just What I Needed, Bye Bye Love, Moving in Stereo, All Mixed Up
- Candy-O : Let's Go, Since I Held You, It's All I Can Do, Candy-O, You Can't Hold on Too Long
- Panorama : Don't Tell Me No, Down Boys, You Wear Those Eyes, Running to You
- Shake It Up : Cruiser, This Could Be Love et Think it Over
- Heartbeat City : Drive, Stranger Eyes, It's Not the Night

En particulier, Orr chante sur leur premier tube du Billboard Top 40, Just What I Needed, sur leur premier hit du top 15 Let's Go et sur leur plus grand succès, Drive, qui a été numéro 3 au classement Billboard Hot 100 et dans la vidéo duquel il joue le rôle de narrateur.
Il interpréta Drive et Just What I Needed avec les Cars au concert Live Aid de Philadelphie le 13 juillet 1985.
Après de nombreux tubes et 6 albums disques de platine, les Cars se séparent en 1988, sans publier d'avis officiel de séparation.

#### Carrière solo (1986-1997)
En marge de son travail avec les Cars, Benjamin Orr publie en 1986 un projet solo, The Lace, dont il coécrit la musique et les paroles avec sa petite amie de longue date, Diane Grey Page.
Cet album place un tube dans le Top 40, Stay the Night. La vidéo de Stay the Night se classe numéro un sur MTV et VH1 (Video Hits One), et Ben Orr remporte une récompense ASCAP pour cette chanson.
En 1988, Ben participe à l'album Chalk Mark in a Rain Storm de Joni Mitchell en tant que choriste sur 2 chansons. 
Au milieu des années 1990, Ben Orr enregistre plusieurs morceaux avec le guitariste John Kalishes pour une suite (non publiée) de The Lace.

#### ORR, The Voices of Classic Rock et Big People (1998-2000)
De 1998 à sa mort en 2000, Benjamin Orr se produisit avec son propre groupe ORR et deux autres groupes, d'un côté The Voices of Classic Rock (avec Mickey Thomas et John Cafferty) et, de l'autre, Big People (avec Jeff Carlisi, Derek St. Holmes et Liberty DeVitto).

### Maladie et décès
En avril 2000, les médecins diagnostiquent chez Ben Orr un cancer du pancréas, ce qui entraîne son hospitalisation.
Il continue cependant à se produire en concert avec le groupe Big People dans différents festivals. Il se réunit avec les membres des Cars une dernière fois à Atlanta, pour une interview qui sera utilisée dans la vidéo et le DVD d'un concert allemand des Cars en 1979, The Cars Live.
Sa dernière apparition en public a lieu le 27 septembre 2000, lors d'un concert du groupe Big People à Anchorage en Alaska.
Il décède dans sa maison d'Atlanta le 3 octobre 2000, à l'âge de 53 ans, entouré de ses compagnons du groupe Big People Jeff Carlisi, Derek St. Holmes et Rob Wilson.

### Hommages posthumes
Ric Ocasek composa et enregistra la chanson Silver en hommage à Benjamin Orr. Ce titre apparaît sur Nexterday, album solo de Ric Ocasek paru en 2005.
Il reçut également un hommage sur la pochette de Move Like This, l'album retour des Cars paru en 2011 : Ben, your spirit was with us on this one. Trad. : Ben, ton esprit nous a accompagné sur cet album.

## Discographie

### The Grasshoppers
- Singles : 
- 1965: Mod Socks b/w Twin Beat
- 1965: Pink Champagne (And Red Roses) b/w The Wasp

### Milkwood
- 1973: How's the Weather?

### The Cars
- 1978 : The Cars
- 1979 : Candy-O
- 1980 : Panorama
- 1981 : Shake It Up
- 1984 : Heartbeat City
- 1985 : Greatest Hits (Compilation)
- 1987 : Door To Door

### Cap'n Swing
- 2018 : An Almost Famous Band!

## Participation
- 1988 : Chalk Mark in a Rain Storm de Joni Mitchell - Chœurs sur deux chansons.

### Album solo
- 1986: The Lace

## Source
- (en) Cet article est partiellement ou en totalité issu de l’article de Wikipédia en anglais intitulé « Benjamin Orr » (voir la liste des auteurs).